# Vovtsjansk
Vovtsjansk (Oekraïens: Вовчанськ) is een plaats in de Oekraïense oblast Charkov. Bij de volkstelling van 2021 telde de plaats 17.747 inwoners.

## Geschiedenis
De plaats ontstond rond 1674 als nederzetting en buitenpost voor het rijk van Tsaar Alexis van Rusland en was oorspronkelijk Voltsje genaamd. Pas in april 1870 kreeg het de naam Voltsjansk. In de Tweede Wereldoorlog werd Voltsjansk op 31 oktober 1941 kort bezet door Duitse troepen en al op 12 november 1941 weer bevrijd door Sovjettroepen. Op 11 juni 1942 werd Voltsjansk opnieuw bezet door Wehrmacht-troepen. Ten slotte werd de stad op 9 februari 1943 definitief bevrijd door het Rode Leger.
Sinds de Oekraïense onafhankelijkheid van 1991, is de Oekraïense naam Vovtsjansk de standaard.
Tijdens de Russische invasie van Oekraïne in 2022 werd ook Vovtsjansk bezet door Russische troepen. Op 11 september 2022 werd het bevrijd. Op 10 mei 2024 zetten de Russen opnieuw een aanval in op het gebied rond. Vovtsjansk. Op 24 mei waren gevechten rond de stad nog steeds gaande.

### Ontwikkeling van het inwonertal
| Jaar | Aantal |
| ---- | ------ |
| 1785 | 2666   |
| 1864 | 9263   |
| 1914 | 15.481 |
| 1939 | 20.435 |
| 1959 | 20.592 |
| 1979 | 24.375 |
| 1989 | 24.350 |
| 2001 | 20.695 |
| 2015 | 18.906 |
| 2021 | 17.747 |
| 2023 | 3536   |

Na de Russische aanval in mei 2024 werd de stad geëvacueerd en bleven slecht een honderdtal bewoners achter.